# Las momias de Guanajuato
Las momias de Guanajuato é uma telenovela mexicana, produzida pela Televisa e exibida em 1962 pelo Telesistema Mexicano.

## Elenco
- Ernesto Alonso
- Amparo Rivelles
- Carmen Montejo
- Columba Domínguez
- Jacqueline Andere
- Marga López
- Ofelia Guilmain
- Elsa Aguirre
- Jorge Martínez de Hoyos
- María Elena Marqués
- Ana Luisa Peluffo
- Sergio Bustamante
- Ariadna Welter
- Alma Delia Fuentes
- Lilia Prado
- Guillermo Herrera
- Alida Valli
- Marilú Elizaga
- Héctor Gómez
- Aldo Monti